# Iara Capurro
Iara Capurro (* 21. Juni 1996) ist eine argentinische Leichtathletin, die im Kugelstoßen und Diskuswurf an den Start geht.

## Sportliche Laufbahn
Erste Erfahrungen bei internationalen Wettkämpfen sammelte Iara Capurro im Jahr 2015, als sie bei den Juniorensüdamerikameisterschaften in Cuenca mit einer Weite von 45,85 m die Silbermedaille im Diskuswurf gewann. Im Jahr darauf gewann sie bei den U23-Südamerikameisterschaften in Lima mit 46,27 m die Bronzemedaille hinter der Brasilianerin Izabela da Silva und ihrer Landsfrau Ailén Armada. 2018 belegte sie dann bei den U23-Südamerikameisterschaften in Cuenca mit 47,98 m den vierten Platz im Diskuswurf und erreichte mit 12,12 m Rang zwölf im Kugelstoßen. Im Jahr darauf nahm sie im Kugelstoßen an der Sommer-Universiade in Neapel teil, verpasste dort aber mit 13,99 m den Finaleinzug. 2021 klassierte sie sich bei den Südamerikameisterschaften in Guayaquil mit 53,24 m auf dem sechsten Platz im Diskuswurf und wurde mit einem Stoß auf 12,70 m Achte mit der Kugel.

## Persönliche Bestleistungen
- Kugelstoßen: 15,67 m, 21. November 2020 in Concordia
- Diskuswurf: 58,51 m, 11. April 2021 in Concepción del Uruguay